# Landa (Dakota du Nord)
Pour les articles homonymes, voir Landa.
La ville de Landa est située dans le comté de Bottineau, dans l’État du Dakota du Nord, aux États-Unis. Selon le recensement de 2010, sa population s’élève à 38 habitants.

## Histoire
Landa a été fondée en 1904.

## Démographie
| Groupe            | Landa | Dakota du Nord | États-Unis |
| ----------------- | ----- | -------------- | ---------- |
| Blancs            | 100   | 90,0           | 72,4       |
| Autres            | 0     | 10,0           | 27,6       |
| Total             | 100   | 100            | 100        |
|                   |       |                |            |
| Latino-Américains | 0     | 2,0            | 16,7       |

Selon l'American Community Survey, pour la période 2011-2015, 98,08 % de la population âgée de plus de 5 ans déclare parler l'anglais à la maison et 1,92 % une autre langue.
| 1930 | 1940 | 1950 | 1960 | 1970 | 1980 |
| ---- | ---- | ---- | ---- | ---- | ---- |
| 140  | 149  | 132  | 110  | 61   | 62   |

| 1990 | 2000 | 2010 | - | - | - |
| ---- | ---- | ---- | - | - | - |
| 38   | 28   | 38   | - | - | - |

## Source
- (en) Cet article est partiellement ou en totalité issu de l’article de Wikipédia en anglais intitulé « Landa, North Dakota » (voir la liste des auteurs).